# Chris Mosdell
 (février 2013).
Si vous disposez d'ouvrages ou d'articles de référence ou si vous connaissez des sites web de qualité traitant du thème abordé ici, merci de compléter l'article en donnant les références utiles à sa vérifiabilité et en les liant à la section « Notes et références ».
Chris Mosdell est un auteur-compositeur-interprète et illustrateur britannique, vivant à Tokyo (Japon) et à Boulder (Colorado, États-Unis).
Chris a travaillé avec de nombreux artistes et musiciens japonais mais plus spécialement Yellow Magic Orchestra et le poète Shuntarō Tanikawa. Chris a écrit le titre Behind The Mask qui sera repris par Eric Clapton, Greg Philliganes et Michael Jackson. Mosdell a collaboré avec le joueur de kora malien Toumani Diabaté ainsi que le calligraphiste Juichi Yoshikawa.

## Biographie
Chris Mosdell quitte Londres en 1976 après avoir fait ses études à l'Université de Nottingham, ayant réalisé qu'il avait des capacités de poète. En 1977, il publie des poèmes dans le Japan Times et cela attire l'attention de Yukihiro Takahashi, le batteur du groupe Sadastic Mika Band, afin qu'il utilise ses poèmes pour l'album du chanteur pop Rajie. Puis leurs collaborations continuèrent avec le groupe électro Yellow Magic Orchestra avec le tube Behind The Mask, dont le sample va être repris par Michael Jackson pour l'album Thriller mais pour des raisons de royalties le projet n'aboutira pas alors la chanson sera donné en 1984 à Greg Philliganes puis vendu à Eric Clapton. Avant que les gérants testamentaires de Michael Jackson ne ressorte le titre en 2010.
Au milieu des années 1980, Mosdell travailla avec Boy Georges.
Dans les années 1990, Chris concentra son travail avec l'expert en calligraphie Juichi Yoshikawa, mais il continua quelques collaborations musicales. En 1998, Chris Mosdell commença son travail dans le secteur cinématographique avec des productions japonaises comme She Was So Pretty.
Dans les années 2000, Chris axa son travail sur les paroles de chansons pour des films comme Blue Future (2001), The Girl with Apple Eyes (2008) ou Run, Wolf Warrior, Run (2004) et dans les ouvrages poétiques avec un certain succès et des récompenses comme le Grand Prize for Poetry au The Colorado Festival of Literature en 2000.

## Collaborations

### Parolier
- 1978 : La Femme Chinoise - Yellow Magic Orchestra
- 1979 : Stiff Lips - Sheena & The Rokkets
- 1979 : Radio Junk - Sheena & The Rokkets
- 1979 : Behind The Mask - Yellow Magic Orchestra
- 1979 : Solid State Survivor - Yellow Magic Orchestra
- 1979 : Insomnia - Yellow Magic Orchestra
- 1980 : Citizens of Science - Yellow Magic Orchestra
- 1980 : Dead Guitar - Sheena & The Rokkets
- 1980 : Nice age - Yellow Magic Orchestra
- 1980 : Idol Era - Sandii and the Sunsetz
- 1980 : Zoot Kook - Sandii and the Sunsetz
- 1980 : Radio Junk - Yellow Magic Orchestra
- 1980 : Blue Color Worker - Yukihiro Takahashi
- 1980 : The Core of Eden - Yukihiro Takahashi
- 1980 : Murdered by the Music - Yukihiro Takahashi
- 1980 : Radioactivist - Yukihiro Takahashi
- 1980 : School of Throught - Yukihiro Takahashi
- 1981 : Lexington Queen - Ryuichi Sakamoto
- 1981 : Bongazuna - Sandii and the Sunsetz
- 1981 : The Eve of Adam - Sandii and the Sunsetz
- 1981 : Heat Scale - Sandii and the Sunsetz
- 1981 : War Head - Ryuichi Sakamoto
- 1981 : Drip Dry Eyes - Yukihiro Takahashi
- 1982 : Dream of Immigrants - Sandii and the Sunsetz
- 1982 : Equasian - Chris Modell
- 1983 : Stricky Music - Sandii and the Sunsetz
- 1984 : Behind The Mask - Greg Philliganes
- 1984 : Drip Dry Eyes - Sandii and the Sunsetz
- 1986 : Behind Thge Mask - Eric Clapton
- 1988 : Erotic - Yukihiro Takahashi
- 1988 : Yes - Yukihiro Takahashi
- 1988 : The Oracle of Distraction - Chris Modell
- 1990 : Forever Bursting Into Flame - Yukihiro Takahashi
- 1990 : The Sensual Object Dance - Yukihiro Takahashi
- 1990 : 360 Degrees - Yukihiro Takahashi
- 2001 : Another Grey Day in the Blue Big World - Maaya Sakamoto
- 2002 : Fingerponts of the Gods - Chris Modell
- 2003 : When Firebird Cry - Sarah Brightman
- 2003 : Kingfisher Girl - Maaya Sakamoto
- 2003 : Garden of Everything - Maaya Sakamoto
- 2008 : Japanic - Sheena & The Rokkets
- 2008 : Planet Guitar - Sheena & The Rokkets
- 2010 : Behind The Mask - Michael Jackson

### Films
- From the Ruins of Your Beautiful Body (1998)
- She Was So Pretty (1998)
- Butterfly (Cowboy Bebop: Knockin' On Heaven's Door (Future Blues, 2001)
- Beauty Is Within Us (Ghost In The Shell: Stand Alone Complex O.S.T., (2003)
- Run, Wolf Warrior, Run (Wolf's Rain, 2004)
- Walking Through the Empty Age (Texhnolyze: Man of Men, 2004)
- The End of All You'll Know (Ghost In The Shell: Stand Alone Complex O.S.T. 3, 2005)
- The Girl with Apple Eyes (Spice and Wolf, 2008)

## Récompenses
- Gold Prize for Lyrics, Tokyo Festival of Music, 1984
- The Yuki Hayashi-Newkirk Poetry Prize, 1987
- Grand Prize for Poetry, Colorado Festival of Literature, 2000
- EVVY Children's Book Award for Humor, 2004
- Gold Prize Winner of the Moonbeam Children's Book Award for Poetry, 2008